# Hottentotta jalalabadensis
Espèce
Hottentotta jalalabadensis est une espèce de scorpions de la famille des Buthidae.

## Distribution
Cette espèce est endémique d'Afghanistan. Elle se rencontre vers Jalalabad.

## Description
Le mâle holotype mesure 87 mm et la femelle paratype 88 mm.

## Étymologie
Son nom d'espèce lui a été donné en référence au lieu de sa découverte, Jalalabad.

## Publication originale
- Kovařík, 2007 : « A Revision of the Genus Hottentotta Birula, 1908, with Descriptions of Four New Species (Scorpiones, Buthidae). » Euscorpius, no 58, p. 1-107 (texte intégral).